# Pseudosclerodomus lagaaiji
Pseudosclerodomus lagaaiji is een mosdiertjessoort uit de familie van de Romancheinidae. De wetenschappelijke naam van de soort is, als Bifaxaria lagaaiji, voor het eerst geldig gepubliceerd in 1975 door d'Hondt.